# Santa Koloma
Pour les articles homonymes, voir Santa Coloma.
Santa Koloma en basque ou Santa Coloma en espagnol, est un hameau de la municipalité d'Artziniega dans la province d'Alava dans la Communauté autonome basque.

## Référence
1. ↑  Officiellement « Santa Koloma » Euskal Herriko leku 2012-07-25 (Site d'Euskaltzaindia ou Académie de la langue basque)